# 高温合金

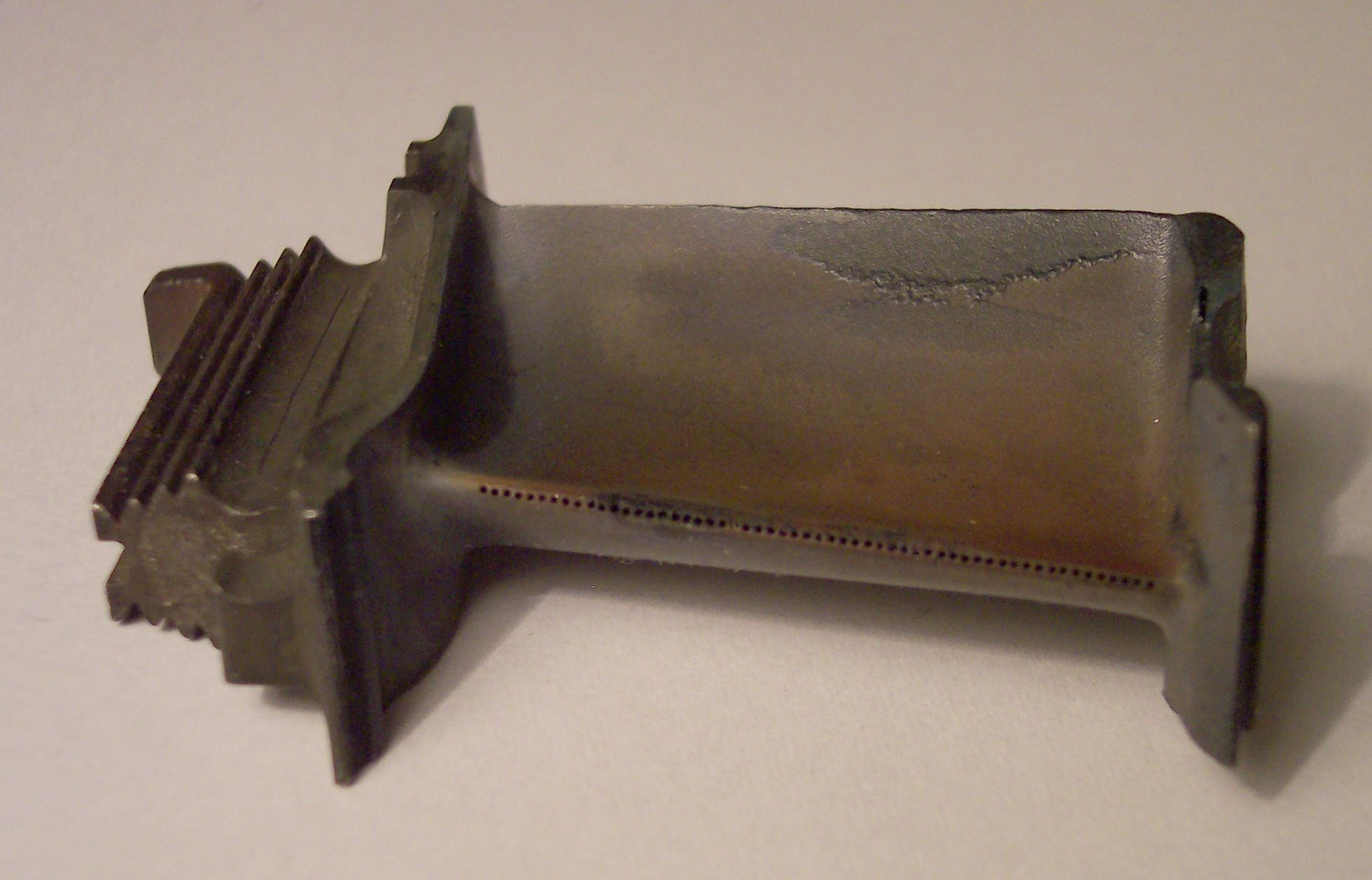
勞斯萊斯 / 渦輪-聯合（Turbo-Union）RB199-34R Mk 103渦輪扇發動機 內的其中一塊鎳合金扇葉。

高温合金，又稱热强合金、超级合金（superalloy），是指能在高温環境及一定應力作用下長期工作的一類金屬材料，具有良好的抗高溫氧化和抗熱腐蝕性能，以及優異的高温強度、疲勞強度、蠕變斷裂韌性等綜合性能。這類合金主要應用於航太領域、能源領域和船舶的渦輪發動機等。
高溫合金按基体组织材料可分为三类：铁基、镍基和钴基。按生产方式可分为铸造高温合金、变形高温合金和粉末高温合金。按强化机理可分为碳化物强化、固溶强化、时效强化和弥散强化。在高溫合金中添加其他各種金屬、類金屬甚至非金屬元素可以優化其特定性能，包括：鉻、鉬、鎢、鈮、鉭、錸、釕、銥、鋁、鈦、鋯、鉿、釔、釩、碳、硼等。
這種材料一般用于航空发动机耐高温材料的制造，特别是喷气发动机最后两级压气机和最初两级涡轮叶片、燃烧室、加力燃烧室、涡轮盘、涡轮叶片及紧固件的制造。目前市場需求主要都是軍用產品，由於其軍工價值所以也被視為战略物资，買賣這種材料被視為與武器貿易相同等級來加以管制，而配方與製造方法、加工使用都是重要機密，各航空大国都在极其保密的条件下研制。
中国高温合金自成系列：
- 变形高温合金，用GH后面跟4位阿拉伯数字表示。第一位是1，表示铁基固溶强化高温合金。第一位是2，表示铁基时效强化高温合金。第一位是3，表示镍基固溶强化高温合金。第一位是4，表示镍基时效强化高温合金。变形高温合金如果用作焊丝，在GH前添加H表示。
- 铸造高温合金，用K后面跟3位阿拉伯数字表示。第一位是2，表示铁基时效强化高温合金。第一位是4，表示镍基时效强化高温合金。

钴基高温合金中国尚未形成体系。